# 沃爾納特格羅夫鎮區 (伊利諾伊州諾克斯縣)
沃爾納特格羅夫鎮區（英語：Walnut Grove Township）是位於美國伊利諾伊州諾克斯縣的一個行政鎮區。

## 地方資料
根據2010年美國人口普查的數據，沃爾納特格羅夫鎮區的面積為92.30平方千米，當中陸地面積為92.00平方千米，而水域面積為0.30平方千米。當地共有人口740人，而人口密度為每平方千米8.02人。